# Antoni Careta i Vidal
Antoni Careta i Vidal (Gràcia, Barcelona, 12 de setembre de 1843 — Barcelona, 10 de febrer de 1924) va ser un escriptor, traductor i poeta català. També va escriure algunes peces de teatre. Col·laborà en diferents setmanaris i revistes escrivint diversos articles, traduccions, poesies o novel·les en format folletinesc. Algunes d'aquestes publicacions són Calendari Català (encarregat de la crònica literària de l'any en la secció Bons recorts), La Renaxensa, Lo Gay Saber (que dirigí en 1878-80 i on va publicar la traducció del poema provençal de Fèlix Gras Li carbounié), La Bandera Catalana (que fundà i dirigí juntament amb Josep Fité i Inglés), Lo Rat-Penat Calendari Llemosí, L'Escut de Catalunya, Revista Literaria, L'Arch de Sant Martí, La Ilustració Catalana i Catalana.
Membre de la societat catalanista, La Jove Catalunya, va ser un fervent defensor de la llengua catalana. Contrari a les normes ortogràfiques d'en Pompeu Fabra el 1901 publicà el Diccionari de Barbrismes introduhits en la llengua catalana, que havia estat precedit pel llibret Barbarismes i vulgarismes que malmeten la llengua catalana de 1886. El 1905 va publicar L'ull acusador, considerat un dels primers relats de ciència-ficció en català.

## Obra
Novel·la
- 1880. Un voluntari d'Àfrica
- 1881. Cor i sang
- 1884. La fàbrica vella
- 1889. Les conseqüències

Narració
- 1876. Quadros de Barcelona. Premi extraordinari als Jocs Florals de Barcelona.
- 1878. Brosta. Contes, escenes de costums, tradicions, novel·les, fantasies.
- 1884. Dibuixos a la ploma. Guardonada al Certamen de l'Associació Literària de Girona. Publicada el 1885.
- 1891. Oidà!. Editada amb motiu del Certamen del Centre de Lectura de Reus.
- 1893. Rajolins.
- 1905. Narracions estranyes
- Els Tres Tombs.

Poesia
- 1882. Eures

Teatre
- 1869. Vells i joves, comèdia en un acte, original i en vers. Estrenada al teatre Circ Barcelonès, el 15 de desembre de 1869.
- 1892. Les bones festes, quadre de costums en un acte, original i en vers. Estrenat al teatre Romea de Barcelona, el 8 de gener de 1892.
- 1894. Tot per ella!, comèdia en un acte, original i en vers. Estrenada al teatre Romea de Barcelona, el 30 d'abril de 1894.
- 1894. La marca de foc, drama en tres actes. Estrenat al teatre Romea de Barcelona, el 23 de novembre de 1894.
- 1895. Al cim de la glòria, obra en un acte dividit en tres quadres, escrita en vers. Estrenada al teatre Romea de Barcelona, el 28 de setembre de 1895.
- 1897. El audaz don Juan Tenorio, drama en cinco actos y en verso. Estrenat al teatre Principal de Barcelona, el 24 d'octubre de 1897.

Diccionaris
- 1886. Barbrismes y vulgarismes que malmeten la llengua catalana posats en ordre y esmenats.
- 1901. Diccionari de Barbarismes introduïts en la llengua catalana.